# Yes TV

Logo de CTS

Yes TV est un système de télévision canadien privé à vocation religieuse sans but lucratif appartenant à Crossroads Christian Communications.
Yes TV diffuse principalement des émissions religieuses chrétiennes ainsi que des rediffusions d'émissions d'ordre générale orientées vers la famille.

## Histoire
Crossroads a obtenu sa licence du CRTC au mois d'avril 1998 pour une station de télévision desservant Hamilton, Burlington, Saint Catharines et Toronto. CITS-TV a été lancé à Hamilton au canal 36 le 30 septembre 1998. Quelques années plus tard, des ré-émetteurs à Ottawa (canal 32) et London (canal 14) ont été ajoutés.
Le CRTC a approuvé le 8 juin 2007 la demande de Crossroads d'ajouter des stations à Calgary et Edmonton. CKCS-TV (Calgary canal 32) et CKES-TV (Edmonton canal 45) sont entrés en ondes le 8 octobre 2007.
Le 1er septembre 2014, CTS change de nom pour Yes TV. Elle diffuse aussi des émissions de divertissement tels que The X Factor, The Biggest Loser, Judge Judy, American Idol, Wheel of Fortune et Jeopardy!. La plupart de ces émissions seront diffusées sur la chaîne indépendante CHEK à Victoria, en périphérie de Vancouver.

## Télévision numérique terrestre et haute définition
- CITS-DT Hamilton est entré en ondes en mode numérique au mois de janvier 2008 au canal 35. Lorsque l'antenne analogique au canal 36 a été éteint le 31 août 2011, CITS-DT a été déplacé au canal 36.
- CITS-DT-1 Ottawa est demeuré au canal 42, canal virtuel 32.1.
- CITS-DT-2 London est demeuré au canal 38, canal virtuel 14.1.
- CKES-DT Edmonton est demeuré au canal 30, canal virtuel 45.1.
- CKCS-DT Calgary a éteint son antenne analogique le 11 août 2011 et est passé au numérique quelques heures plus tard, en demeurant au canal 32 (virtuel 32.1)

Seul CITS Hamilton est distribué par satellite. Son signal haute définition a commencé à être distribué par câble chez Rogers le 1er septembre 2011.